# Cappuccino

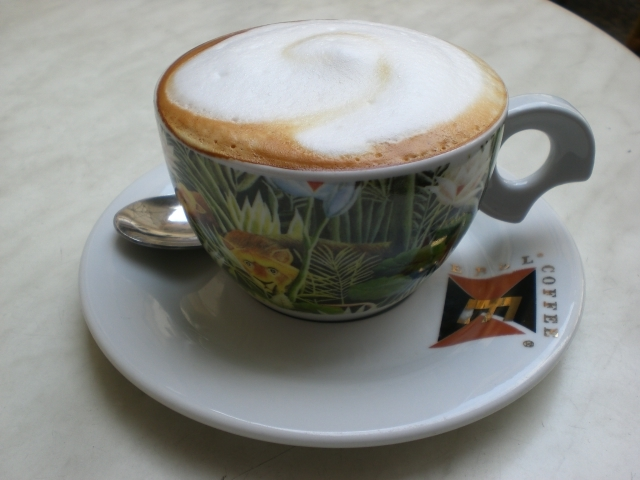
Filiżanka cappuccino.

Cappuccino (wym. [kapputˈtʃiːno], uproszczona: kappuczino) – włoski napój kawowy z dodatkiem spienionego mleka (rzadziej z bitą śmietaną) i szczyptą sypkiej czekolady lub kakao dla ozdoby. Podawane często do smaku z gałką lodów w śmietance, ma orzechowy kolor.
Klasyczne włoskie cappuccino składa się z 25 ml espresso, do którego wlewa się odpowiednio spienione mleko, o objętości 125 ml. Przed spienianiem mleko powinno mieć 100 ml objętości. Mleko spienia się przy pomocy gorącej pary uwalnianej przez specjalną dyszę zanurzoną w dzbanku z mlekiem. Zgodnie z włoskimi normami pianka na cappuccino ma 1–2 cm grubości i charakteryzuje się kremową, ciekłą konsystencją, jest też całkowicie pozbawiona widocznych pęcherzy powietrza. Objętość cappuccino to 140–160 ml, jednak tradycyjne włoskie cappuccino ma 150
ml objętości. Sporządzony napój podaje się w uprzednio podgrzanej filiżance, z grubej porcelany – najlepiej białej.

## Pochodzenie
Nazwa napoju pochodzi od brązowego habitu kapucynów (cappuccini). W obecnych czasach kolor napoju może się jednak nieco różnić od koloru habitów używanych przez kapucynów.
Maszyna używana do wytwarzania cappuccino została wynaleziona we Włoszech, pierwszy patent został złożony przez Luigi Bezzera w 1901 roku.
Napój był używany we Włoszech od początku XX w., a upowszechnił się, gdy w trakcie i po II wojnie światowej ekspresy ciśnieniowe stały się powszechne w kawiarniach i restauracjach. Cappuccino w obecnej postaci opracowano około 1950 roku.